# Adang jezik
Adang jezik (alor; SO 639-3: adn), jedan od osam alorskih jezika kojim govori 31,800 ljudi (2000) na otoku Alor u Malom Sundskom otočju, Indonezija.
Adang ili alor uz još neke jezike pripada široj skupini alorsko-pantarskih jezika. Na temelju lingvističkih razlika smatra se posebnim jezikom a ne dijalektom jezika Kabola [klz].

## Vanjske poveznice
- Ethnologue (14th)
- Ethnologue (15th)